# Gora Ledovaja
Gora Ledovaja är ett berg i Antarktis. Det ligger i Östantarktis. Australien gör anspråk på området. Toppen på Gora Ledovaja är 620 meter över havet.
Terrängen runt Gora Ledovaja är huvudsakligen kuperad, men åt sydost är den platt. Trakten är obefolkad. Det finns inga samhällen i närheten.